# Stallo di Bundy
Lo stallo di Bundy del 2014 (altrimenti detto stallo armato di Cliven Bundy o stallo del ranch di Bundy) è stato un confronto armato tra i sostenitori dell'allevatore Cliven Bundy e le forze dell'ordine a seguito di una disputa legale durata 21 anni in cui il Bureau of Land Management (BLM) degli Stati Uniti ha ottenuto ordini del tribunale che ingiungevano a Bundy di pagare oltre 1 milione di dollari di tasse di pascolo trattenute per l'uso da parte di Bundy di terreni di proprietà federale adiacenti al ranch di Bundy nel Nevada sud-orientale.
Il 27 marzo 2014, 145 604 acri (589 km²) di terreno federale nella Contea di Clark sono stati temporaneamente chiusi per "catturare, sequestrare e rimuovere il bestiame in transito". I funzionari della BLM e i ranger delle forze dell'ordine hanno iniziato a radunare il bestiame il 5 aprile e il figlio di Cliven Bundy, Dave, è stato arrestato. Il 12 aprile 2014, un gruppo di manifestanti, alcuni dei quali armati, si è avvicinato al "raduno del bestiame" della BLM. Lo sceriffo Doug Gillespie ha negoziato con Bundy e con il direttore della BLM appena confermato, Neil Kornze, che ha deciso di rilasciare il bestiame e di attenuare la situazione. Alla fine del 2015, Cliven Bundy ha continuato a far pascolare il suo bestiame su terreni federali e non ha ancora pagato le tasse di pascolo.
La disputa in corso è iniziata nel 1993, quando, per protestare contro i cambiamenti nelle regole di pascolo, Bundy ha rifiutato di rinnovare il suo permesso per il pascolo del bestiame sulle terre pubbliche amministrate dalla BLM vicino a Bunkerville, in Nevada. Secondo Bundy, il governo federale non ha l'autorità costituzionale di possedere vasti tratti di terra, un'argomentazione ripetutamente respinta dai tribunali federali. Secondo il BLM, Bundy ha continuato a pascolare il suo bestiame sulle terre pubbliche senza un permesso. Nel 1998, la Corte distrettuale degli Stati Uniti per il Distretto del Nevada ha vietato a Bundy di far pascolare il suo bestiame su un'area di terreno successivamente chiamata Bunkerville Allotment. Nel luglio 2013, il giudice federale Lloyd D. George ha ordinato a Bundy di astenersi dallo sconfinare nei terreni amministrati dal governo federale nell'area di Gold Butte, nella Contea di Clark.
Cliven e suo figlio Ammon Bundy, e i loro sostenitori, hanno affermato che il governo federale non ha l'autorità per gestire le terre pubbliche. Queste argomentazioni sono state ripetutamente respinte da studiosi di diritto e da tribunali federali, compresa la Corte Suprema degli Stati Uniti; la clausola di proprietà della Costituzione degli Stati Uniti garantisce al Congresso l'autorità plenaria di gestire le proprietà federali, compresi i terreni.

## Informazioni di contesto

### Storia
La terra su cui Cliven Bundy rivendica diritti ancestrali era originariamente abitata dal popolo Moapa Paiute. Nel 1848, come parte del Trattato di Guadalupe Hidalgo, gli Stati Uniti acquistarono dal Messico la terra che oggi è la regione sud-occidentale degli Stati Uniti. Da allora, il governo ha sempre posseduto terre in quello che oggi è il Nevada, compreso il Bunkerville Allotment. Il Territorio del Nevada fu diviso nel 1861 dal Territorio dello Utah e divenne uno Stato nel 1864. I primi coloni negli anni Quaranta e Cinquanta dell'Ottocento erano mormoni dello Utah e piccoli agricoltori e allevatori del Sud provenienti da Louisiana, Arkansas e Mississippi.
Dopo la fine della guerra civile americana, gran parte del territorio fu colonizzato da agricoltori rurali, squatter e piccoli allevatori di bestiame provenienti da Oklahoma, Texas, Arkansas, Louisiana, Missouri e Kansas, in fuga dalla Ricostruzione post-Guerra Civile e dalle violenze e dagli spostamenti ad essa associati. Dal 1934 i pascoli federali del Nevada sono stati gestiti principalmente dal Bureau of Land Management o dal suo predecessore, lo United States Grazing Service, o dallo United States Forest Service. Nel 2010, 47,8 milioni di acri (più di due terzi dei 70,3 milioni di acri del Nevada) erano gestiti dal BLM. In tutta la nazione, il BLM gestisce quasi 18 000 permessi e locazioni di pascolo, di cui circa 700 in Nevada. La stagione di utilizzo e i dettagli del foraggio sono stipulati nei permessi e nelle locazioni; in questo modo il controllo federale può essere esercitato sui terreni utilizzati per il pascolo.

### Permessi
In base ai permessi BLM rilasciati per la prima volta nel 1954, Bundy ha pascolato legalmente il suo bestiame e ha pagato le tasse di pascolo sul Bunkerville Allotment fino al 1993. Nel 1989, il governo federale dichiarò la tartaruga del deserto una specie in pericolo e iniziò a negoziare un piano di conservazione dell'habitat nella Contea di Clark, in Nevada, per soddisfare le esigenze sia della tartaruga che delle persone, come Bundy, che utilizzavano il terreno. A metà del 1991, l'United States Fish and Wildlife Service approvò un piano di conservazione a breve termine che consentiva lo sviluppo di circa 22 000 acri di habitat per le tartarughe all'interno e nei dintorni di Las Vegas, in cambio di rigorose misure di conservazione su 400 000 acri di terreno federale BLM a sud della città. Ciò includeva l'eliminazione del pascolo del bestiame e limiti severi all'uso di veicoli fuoristrada nell'habitat protetto della tartaruga. Nel 1993 è stato messo in atto un piano di conservazione permanente che ha più che raddoppiato l'area di conservazione, includendo il Bunkerville Allotment.
A differenza di molti allevatori, Bundy si è rifiutato di rivendere i suoi privilegi di pascolo al governo federale. Invece, in segno di protesta, Bundy non pagò le tasse di rinnovo nel 1993. Il suo permesso è stato annullato nel 1994. Sebbene l'agenzia abbia fatto diversi tentativi per fargli rinnovare il permesso, Bundy ha dichiarato di non riconoscere più l'autorità del BLM di regolamentare il pascolo e ha affermato di avere "diritti acquisiti" di pascolare il bestiame sulla terra.[3] I tribunali federali si sono costantemente pronunciati contro Bundy sui diritti di pascolo, considerandolo un trasgressore senza diritto di pascolare sulla terra federale. I tribunali hanno autorizzato il BLM a rimuovere il bestiame di Bundy e a chiedere i danni per il suo uso non autorizzato.
Bundy ha accumulato più di 1 milione di dollari in tasse di pascolo non pagate e multe ordinate dal tribunale. Il quotidiano Portland Oregonian ha riferito nel maggio 2014 che l'importo dovuto da Bundy era in "netto contrasto" con la situazione in Oregon, dove solo 45 dei circa 1 100 titolari di permessi di pascolo dello Stato dovevano collettivamente 18 759 dollari in pagamenti scaduti al BLM, e solo due allevatori avevano tasse non pagate da più di 60 giorni. Escludendo le tasse non pagate da Bundy, il totale di tutte le tasse di pascolo in ritardo dovute a livello nazionale al BLM era di 237 000 dollari.

### Posizione dell'allevatore Cliven Bundy
Bundy ha dichiarato di non riconoscere il potere di polizia federale su terreni che ritiene appartengano allo "Stato sovrano del Nevada". Egli nega anche la giurisdizione del sistema giudiziario federale sui terreni del Nevada e ha presentato una mozione senza successo per archiviare il caso BLM contro di lui, affermando che i tribunali federali non hanno giurisdizione perché lui è un "cittadino del Nevada" e che i terreni di proprietà federale in Nevada appartengono in realtà allo Stato. Secondo The Guardian, Bundy ha detto ai suoi sostenitori che "non riconosciamo assolutamente la giurisdizione o l'autorità [del direttore del BLM], il suo potere di arresto o di polizia in alcun modo", e nelle interviste ha usato il linguaggio del movimento dei cittadini sovrani, ottenendo così il sostegno di membri delle milizie Oath Keepers, White Mountain Militia e Praetorian Guard. La FBI considera l'estremismo dei cittadini sovrani una minaccia di terrorismo interno.
J. J. MacNab, che scrive per Forbes sull'estremismo antigovernativo, ha descritto le opinioni di Bundy come ispirate dal movimento dei cittadini sovrani, i cui aderenti credono che lo sceriffo della contea sia il più potente agente di polizia del Paese, con un'autorità superiore a quella di qualsiasi agente federale, agenzia di polizia locale o qualsiasi altro funzionario eletto. Il 12 aprile 2014, Bundy ha "ordinato" allo sceriffo della contea di Clark Doug Gillespie di affrontare gli agenti federali, disarmarli e consegnare le armi a Bundy entro un'ora dalla sua richiesta, e in seguito ha espresso il suo disappunto per il mancato rispetto da parte di Gillespie.
Il Southern Poverty Law Center ha descritto le opinioni di Bundy come strettamente allineate a quelle dell'organizzazione Posse Comitatus, e afferma che tali opinioni si concentrano sulla secessione, sulla nullificazione, sulla sovranità statale e sui principi del movimento Tenther.
Bundy è stato inizialmente elogiato da alcuni politici repubblicani e personalità conservatrici. Il 19 aprile 2014, Bundy ha affermato che:
Dopo i suoi commenti, Bundy è stato ripudiato da alcuni politici conservatori e conduttori di talk show che lo avevano precedentemente sostenuto. Molti hanno condannato i suoi commenti come razzisti. Nel maggio 2014, Bundy ha cambiato la sua affiliazione politica dal Partito Repubblicano al Partito Americano Indipendente.

### Annullamento della rimozione del bestiame del 1996
Alan O'Neill, sovrintendente della Lake Mead National Recreation Area dal 1987 al 2000, è un funzionario del National Park Service in pensione il cui incarico al Lake Mead comprendeva i primi anni della disputa con i Bundy. Ha scritto che a un certo punto gli è stato "detto di fare marcia indietro perché si temeva la violenza". "Nel 1996, il National Park Service aveva pianificato di rimuovere il bestiame che sconfinava illegalmente nel Lake Mead NRA. O'Neill ricorda velate minacce simili a quelle rivolte agli operatori governativi durante il rastrellamento del 2014.[35] In questo contesto, dice, "l'ufficio del procuratore degli Stati Uniti ci disse di fare marcia indietro" e l'operazione fu annullata.

### Pascolo su terreni federali in Nevada
Il Taylor Grazing Act del 1934 (TGA) regolamenta il pascolo sulle terre pubbliche (esclusa l'Alaska) per migliorare le condizioni dei pascoli. Il Bureau of Land Management (BLM) gestisce circa 167 milioni di acri (676000 km) di pascoli pubblici negli Stati Uniti, mentre il Servizio Forestale degli Stati Uniti gestisce circa 95 milioni di acri (380000 km) in più. I permessi sui pascoli federali sono tenuti a pagare una tassa e il permesso non può superare i dieci anni ma è rinnovabile.